# Harilu
Harilu fou una de les tribus aramees de la Baixa Mesopotàmia. L'estat d'Harilu estava al centre del país, a la part del Tigris, entre Labdudu i Rubuu segons una inscripció de Teglatfalassar III. El territori fou sotmès per Sargon II en la campanya del 710 aC contra Babilònia i fou agregat a la província de Gambulu. El 692 aC la tribu no consta com a part de la coalició que va enfrontar als assiris a la batalla d'Halule o Khalule (Samarra) en la qual estaven la majoria de les tribus aramees.